# Phyllomedusa sauvagii
Phyllomedusa sauvagii (còn được biết đến dưới các tên tiếng Anh như waxy monkey tree frog, waxy monkey frog và painted-bellied tree frog) là một loài ếch thuộc về phân họ Phyllomedusinae của họ Nhái bén (Hylidae), sinh sống tại Chaco của Argentina, Bolivia, Paraguay và Brasil. Phân họ Phyllomedusinae gồm khoảng 50 loài trong ba chi, Phyllomedusa, Agalychnis, và Pachymedusa. Đa số những loài được biết đến, gồm cả Phyllomedusa sauvagei, thuộc về chi Phyllomedusa. 